# Лаурат серебра
Лаурат серебра — неорганическое соединение,
соль серебра и лауриновой кислоты
с формулой AgC11H23COO,
бесцветные (белые) кристаллы.

## Физические свойства
Лаурат серебра образует бесцветные (белые) кристаллы
триклинной сингонии, параметры ячейки a = 0,5517 нм, b = 3,435 нм, c = 0,4097 нм, α = 91,18°, β = 124,45°, γ = 92,90°, Z = 2.
Не растворяется в этаноле и диэтиловом эфире.